# Cigliano
Cigliano – miejscowość i gmina we Włoszech, w regionie Piemont, w prowincji Vercelli.
Według danych na rok 2004 gminę zamieszkiwały 4524 osoby, 181 os./km².